# Eglis Yaima Cruz Farfan
Eglis Yaima Cruz Farfan (Sancti Spíritus, 12 april 1980) is een Cubaanse sportschutteres.
Cruz Farfan begon bij de plaatselijke schietclub in haar geboorteplaats Sancti Spíritus. 
In 2004 nam ze voor het eerst deel aan de Olympische Spelen.
Haar resultaten waren: 39e met het luchtgeweer 10m en 20e met het kleinkalibergeweer, drie houdingen. 
Bij haar tweede deelname in Peking 2008 verbeterde ze haar resultaten tot een elfde plaats met het luchtgeweer en een bronzen medaille met het kleinkalibergeweer.